# Äquatorialebene
Die Äquatorialebene eines Planeten ist die Ebene, die seinen Äquator enthält. Sie liegt senkrecht zu seiner Rotationsachse.
Im übertragenen Sinne ist dieser Begriff auch in der Biologie gebräuchlich. Hier bezeichnet die Äquatorialebene, auch Äquatorialplatte oder Metaphaseplatte genannt, die gedachte "Mitte" der Zelle. In der Metaphase sammeln sich die Chromosomen bei der Mitose und die Tetraden bei der Meiose I an der Äquatorialebene.